# Jörg Müller
Jörg Müller (pronunciación en alemán: /ˈjœʁk ˈmʏlɐ/, pronunciación en neerlandés: /ˈjʏr(ə)k ˈmʏlər/; Kerkrade, Países Bajos; 3 de septiembre de 1969) es un piloto de automovilismo alemán nacido en Países Bajos. Ha participado al primer nivel en turismos y resistencia. Fue campeón de la clase GT2 de la American Le Mans Series en 2001, subcampeón en el Campeonato Europeo de Turismos de 2002 y 2003, subcampeón del Campeonato Mundial de Turismos de 2006, ganador absoluto en las 24 Horas de Nürburgring de 2004 y 2010, las 12 Horas de Sebring de 1999 y las 24 Horas de Spa de 1996, segundo absoluto en las 24 Horas de Le Mans de 1998. Ha competido gran parte de su carrera profesional como piloto oficial de la marca alemana BMW.

## Trayectoria

### Inicios
Debutó en el karting a la edad de cinco años. Compitió en la Fórmula Opel y la Fórmula Ford a fines de la década de 1980. Para 1990 se pasó a la Fórmula 3 Alemana, en la que consiguió el título en 1994. Además, logró la pole position y el segundo lugar del podio del Masters de Fórmula 3, y ganó el Gran Premio de Macao de 1993.

### Superturismos, F3000 y Fórmula 1
En 1995 y 1996 corrió en el Campeonato Alemán de Superturismos con un BMW Serie 3. También en 1996, resultó campeón de la Fórmula 3000, incluyendo una victoria en el Gran Premio de Pau, y ganó las 24 Horas de Spa con un BMW Serie 3.
Müller fue piloto de pruebas de los equipos Ligier en 1994, Arrows de Fórmula 1 en 1997, de Sauber en 1998 y 1999, y de Williams F1 entre 1999 y 2001.

### Sport prototipos y GT (1998-2001)
Al mismo tiempo, Müller participó en carreras de sport prototipos con variados resultados. En 1998, llegó segundo en las 24 Horas de Le Mans con un Porsche 911 GT1. Venció en las 12 Horas de Sebring de 1999 con un BMW V12 LMR y arribó tercero en 2000 con ese mismo automóvil.
En 2001 resultó campeón de la clase GT de la American Le Mans Series a los mandos de un BMW M3, con cuatro victorias en diez carreras junto a J. J. Lehto.

### Turismos (2002-2009)
Una vez fundado el Campeonato Europeo de Turismos, Müller se pasó a esa categoría al volante de un BMW Serie 3 oficial de Schnitzer. En 2002 logró cuatro victorias y diez podios en 20 carreras, resultando subcampeón por detrás de Fabrizio Giovanardi. En 2003 obtuvo cinco triunfos, repitiendo el segundo puesto final a apenas un punto de Gabriele Tarquini. En 2004 consiguió tres victorias y seis podios, quedando así cuarto por detrás de Andy Priaulx, Dirk Müller y Tarquini.
El piloto se mantuvo con el mismo esquema tras la transformación de la categoría a Campeonato Mundial de Turismos. Finalizó en la quinta posición en la temporada 2005, con un total de tres victorias y seis podios. En 2005 obtuvo cuatro victorias y seis podios, por lo cual finalizó segundo por tercera vez ante Priaulx. Müller resultó séptimo en 2007 con dos victorias y siete podios, y nuevamente en 2008 con un triunfos y cuatro podios. El piloto quedó en la sexta posición en 2009, tras conseguir seis podios pero ninguna victoria.

### Gran turismos (2004-presente)
En paralelo a su actividad en turismos, Müller también disputó carreras de resistencia para BMW con un M3. En 2004 ganó las 24 Horas de Nürburgring y llegó segundo en 2005. También en 2004, llegó sexto absoluto y primero en la clase G2 en las 24 Horas de Spa. En 2009 llegó segundo en la clase GT2 en Petit Le Mans.
Al igual que BMW, Müller abandonó el Mundial de Turismos en 2010 y se dedicó de lleno a competir en resistencia para la marca bávara en la clase GT2. Disputó las 24 Horas de Le Mans, tres fechas de la Le Mans Series y dos de la Copa Intercontinental Le Mans, destacándose una victoria en los 1000 km de Zhuhai, fecha válida de este último certamen. Además, ganó las 24 Horas de Nürburgring y llegó cuarto en las 24 Horas de Spa.
En 2011, Müller disputó cinco fechas de la Copa Intercontinental Le Mans para BMW, todas junto a Augusto Farfus: llegó cuarto en Spa-Francorchamps, abandonó en Le Mans (con Dirk Werner como tercer piloto), quedó tercero en Imola, finalizó sexto en Silverstone y triunfó en Zhuhai. Eso no bastó para derrotar a AF Corse y Ferrari en la lucha por los campeonatos de equipos y constructores.
Luego de que BMW se retirara de las competencias internacionales de gran turismos en 2012, Müller retornó a la American Le Mans Series para competir con un BMW M3 oficial para Rahal junto a Bill Auberlen. Obtuvo una victoria y cuatro podios, que le significó terminar décimo en el campeonato de pilotos de GT.
En 2013, corrió únicamente las carreras de resistencia de la ALMS con un BMW Z4 oficial, resultando cuarto en Sebring y Petit Le Mans. Además, disputó los 1000 km de Suzuka del Super GT Japonés, también con un BMW Z4, acompañando al veterano Nobuteru Taniguchi. En cambio, su actividad estuvo centrada en el ADAC GT Masters, donde obtuvo un podio en diez carreras con Schubert al volante de un BMW Z4. Asimismo, obtuvo una victoria en el VLN y participó en las 24 Horas de Dubái, nuevamente con Schubert.

## Resultados

### Fórmula 3000 Internacional
(Clave) (negrita indica pole position) (cursiva indica vuelta rápida)

| Año     | Escudería | 1     | 2     | 3     | 4     | 5       | 6     | 7     | 8     | 9     | 10      | Pos. | Puntos |
| ------- | --------- | ----- | ----- | ----- | ----- | ------- | ----- | ----- | ----- | ----- | ------- | ---- | ------ |
| 1996    | RSM Marko | NÜR 2 | PAU 1 | PER 2 | HOC 2 | SIL Ret | SPA 1 | MAG 3 | EST 2 | MUG 2 | HOC Ret | 1.º  | 52     |
| Fuente: |           |       |       |       |       |         |       |       |       |       |         |      |        |

### 24 Horas de Le Mans
| Año     | Equipo                | Copilotos                   | Automóvil          | Clase   | Vueltas | Pos. | Pos. Clase |
| ------- | --------------------- | --------------------------- | ------------------ | ------- | ------- | ---- | ---------- |
| 1997    | Nissan Motorsport TWR | Martin Brundle Wayne Taylor | Nissan R390 GT1    | GT1     | 139     | DNF  | DNF        |
| 1998    | Porsche AG            | Uwe Alzen Bob Wollek        | Porsche 911 GT1-98 | GT1     | 350     | 2.º  | 2.º        |
| 1999    | Team BMW Motorsport   | Tom Kristensen J. J. Lehto  | BMW V12 LMR        | LMP     | 304     | DNF  | DNF        |
| 2010    | BMW Motorsport        | Augusto Farfus Uwe Alzen    | BMW M3 GT2         | GT2     | 320     | 19.º | 6.º        |
| 2011    | BMW Motorsport        | Augusto Farfus Dirk Werner  | BMW M3 GT2         | GTE Pro | 276     | DNF  | DNF        |
| Fuente: |                       |                             |                    |         |         |      |            |